# Marsa Scirocco
Marsa Scirocco (in maltese Marsaxlokk, pronuncia marsa-sc-loch, in italiano contemporaneo anche Marsaslocca) è un centro abitato, già villaggio di pescatori, situato nella zona sud-est di Malta, attorno alla baia omonima. Il nome significa "porto dello scirocco", ovvero situato a sud-est, in maltese. La patrona di Marsa Scirocco è la Madonna di Pompei.
Sino al 1934, il toponimo ufficiale in lingua italiana del centro è stato Marsa Scirocco, più raramente Marsascirocco. Per il toponimo Marsaslocca, pur essendo utilizzato anche in sedi ufficiali, non si riscontra alcuna menzione storica: esso costituisce un moderno tentativo di re-italianizzazione del toponimo in lingua maltese Marsaxlokk, attualmente ufficiale.
Marsa Scirocco è uno dei porti più caratteristici, ed è anche uno dei mercati più ricchi dell'isola; da qui infatti giungono le maggiori quantità di pescato vendute sull'isola. In particolare il pesce spada, il tonno e la lampuga sono catturati in abbondanza nel periodo tra primavera e autunno. Durante la settimana il pescato viene venduto a La Valletta, la domenica direttamente nel porto.

## Storia
A nord del golfo di Marsa Scirocco si trova la collina di Tas-Silġ; questo sito archeologico ospita i resti dei templi megalitici risalenti alla fase di Tarscen, inoltre nella zona circostante vennero trovati reperti dell'Età del bronzo.
Il periodo più importante del sito va comunque dalla fine del VI secolo a.C. fino al I secolo a.C. La collina venne impiegata come sito religioso, con un tempio dedicato ad Astarte/Era. Vennero trovati infatti numerosi segni di culto sia sotto la dominazione fenicia sia greca.
Il sito di Tas-Silġ venne utilizzato nuovamente nel IV secolo a.C., quando venne adattato al Cristianesimo e utilizzato probabilmente come monastero.
La popolazione attuale del paese è di circa 4 000 abitanti, di cui una parte dedita alla pesca; in passato questo numero era comunque di gran lunga superiore.
Marsa Scirocco è conosciuta principalmente per le tradizionali imbarcazioni "con gli occhi", i luzzi: la tradizione crede che questi occhi (di origine egiziana) proteggano l'imbarcazione dalla sventura.
È in questo "Golfo dello Scirocco" che i primi Fenici giunsero nell'isola, durante il IX secolo a.C., ed è sempre qui che i Turchi attraccarono durante il periodo di saccheggio.

## Monumenti e luoghi d'interesse
- Tempio di Xrobb l-Għaġin, tempio megalitico in rovina risalente al periodo compreso tra il 3600 e il 3000 a.C.[8].

## Amministrazione

### Gemellaggi
Marsa Scirocco è gemellata con:
- Cadeo